# Río Sororó
El río Sororó es un curso de agua del estado del Pará, en Brasil. Circunda el área indígena Sororó, con 262,58 km², y la serra das Andorinhas, nombrada por la Secretaría de Estado de Cultura como Patrimonio cultural.
Nace en tierras del municipio de São Geraldo do Araguaia, sigue en dirección norte, hasta la junta con un afluente suyo, por la margen derecha, el Sororozinho, que sirve de límite noreste con el municipio de Marabá. Los afluentes de la margen izquierda del río Sororó son el ribeirão Grotão dos Caboclos y el igarapé da Anta.
Los indios Suruís, o Sororós, atribuyen gran importancia a este río, pues de él obtienen su fuente de abastecimiento y subsistencia.